# 東黑澤爾克雷斯特 (伊利諾伊州)
東黑澤爾克雷斯特（英語：East Hazel Crest）是位於美國伊利諾伊州庫克縣的一個村落。

## 地理
東黑澤爾克雷斯特的座標為41°34′35″N 87°39′08″W / 41.57639°N 87.65222°W，而該地最高點為海拔高度189米（即620英尺）。

## 人口
根據2010年美國人口普查的數據，東黑澤爾克雷斯特的面積為2.03平方千米，當中陸地面積為2.03平方千米，而水域面積為0.00平方千米。當地共有人口1543人，而人口密度為每平方千米760人。